# 은여울중고등학교
은여울중고등학교는 충청북도 진천군 문백면에 있는 중학교 및 고등학교 과정의 공립 대안학교이다.

## 연혁

##### 2010
- 2016.03.04.
- 공립대안학교 설립 계획수립

- 2016.09.01.
- 은여울중학교 개교 TF팀 구성

- 2017.03.01.
- 초대 박창호 교장 부임

- 2017.03.06.
- 제1회 입학식 및 개교식 (전입학 및 위탁생 40명)

- 2018.02.06.
- 제1회 졸업식 (13명) / 3학급

- 2018.03.05.
- 제2회 입학식 (신입생 8명) / 4학급

- 2019.02.12.
- 제2회 졸업식 (13명) / 4학급

- 2019.03.05.
- 제3회 입학식 (신입생 10명) / 4학급

##### 2020
- 2020.02.11.
- 제3회 졸업식 (14명) / 4학급

- 2020.03.01.
- 제2대 신현규 교장 부임

- 2020.06.01.
- 제4회 입학식(신입생 10명) / 4학급

##### 2021
- 2021.02.05.
- 제4회 졸업식 (14명) / (4학급)

- 2021.03.03.
- (고) 제1회 입학식 (12명)

- 2021.03.04.
- (중) 제5회 입학식(신입생 6명) / 4학급

- 2021.12.31.
- 제5회 졸업식 (12명 / 4학급)

##### 2022
- 2022.03.03.
- (고) 제2회 입학식(9명) / (중) 제6회 입학식(신입생 9명)

- 2022.02.10
- (중) 제6회 졸업식 (15명 / 4학급)

##### 2023
- 2023.03.06
- (고) 제3회 입학식 (신입생 15명) / (중) 제7회 입학식 (신입생 10명)